# Pablo Cavallero
Óscar Pablo Cavallero Rodríguez, conhecido popularmente por Cavallero, (Lomas de Zamora, 13 de Abril de 1974) é um ex-futebolista argentino que atuava como goleiro.

## Carreira
Ele defendeu vários clubes, incluindo Vélez Sarsfield, Unión de Santa Fe, Espanyol, Celta de Vigo e Levante e Peñarol
Cavallero defendeu a Seleção Argentina nos Jogos Olímpicos de 1996 e nas copas de 1998 e 2002

## Títulos
Vélez Sarsfield
- Campeonato Argentino – Apertura: 1995
- Copa Interamericana: 1995
- Campeonato Argentino - Clausura: 1996
- Copa Ciudad Mar Del Plata: 1996
- Copa Quilmes: 1996
- Supercopa Libertadores: 1996
- Recopa Sul-Americana: 1997

Celta de Vigo
- UEFA Intertoto Cup: 2000
- Troféu Cidade de Vigo: 2000, 2002, 2005, 2006
- Troféu Colombino: 2001

Espanyol
- Copa del Rey: 1999-00

Peñarol
- Campeonato Uruguaio - Clausura: 2008

Seleção Argentina
- Jogos Olímpicos: Prata em 1996

### Prêmios individuais
- Trofeo Zamora: 2002-03